# Vijay Times
Vijay Times was een Indiase krant, die in 2003 voor het eerst verscheen. Het dagblad werd uitgegeven door Vijayananda Printers. In 2006 werd het blad, evenals enkele zusterbladen, gekocht door Bennett, Coleman & Co. Ltd., de uitgevers van The Times of India. De krant werd stopgezet op 7 juni 2007 en werd vervangen door de Bangalore Mirror.